# كونراد كيليان
كونراد كيليان (بالفرنسية: Conrad Kilian)‏ باحث جغرافي وجيولوجي وعالم في الطوبوغرافية وخصائص البترول حدد مناطق تواجد النفط في الجزائر. ولد كونراد في الأرديش جنوب شرق فرنسا سنة 1898م، أنهى دراسته في ثانوية شامبليون وأجرى أولى تجاربه البحثية سنة 1915م، ثم دخل ضمن رحلة كشفية تدريبية للبحث عن كنز وهمي مفقود ليتعلم على مناهج الخرائط والأبعاد والارتفاعات والتضاريس والبحيرات والأودية، ثم سافر إلى الجزائر سنة 1921م، للبحث عن أبار النفط ورفع تقريره الأول، ويقول فيه ما ملخصه أن الدراسات الطوبوغرافية والجيولوجية التي تمت في مناطق من الصحراء الحاضنة لولاية تمنراست والهقار قد تكون مجدية وكذلك الأمر بالنسبة لمناطق منتصف وجنوب غرب البلاد حيث تشير الدراسات الأولية لوجود خط إنتاج نفطي وضغط غازي هناك، ثم قام بزيارة أخرى للجزائر سنة 1928م، ليؤكد وجود النفط في المناطق التي انف ذكرها.

## الوفاة
عثر على جثة كيليان معلقة في غرفة فندق في غرونوبل في 30 أبريل مع جروح على صدره ومعصمه. لم يأكد ما إذا كان انتحارًا أو جريمة قتل. كان يعتقد دائمًا أن المخابرات البريطانية كانت تبحث عنه.